# Saint-Clar-de-Rivière
Saint-Clar-de-Rivière è un comune francese di 1 229 abitanti situato nel dipartimento dell'Alta Garonna nella regione dell'Occitania.

## Società

### Evoluzione demografica
Abitanti censiti